# Micuțul Lange
Micuțul Lange este o pictură în ulei pe pânză din 1861 a pictorului francez Édouard Manet. Aceasta prezintă un băiat în jur de cinci ani din familia Lange, familie care era prietenă cu artistul. Paleta sa întunecată amintește de lucrările din Epoca de Aur spaniolă, precum și de Gilles (Luvru) a lui Antoine Watteau. Produsă la începutul carierei pictorului, opera este realizată pe alocuri ca o schiță și prefigurează opera sa impresionistă ulterioară.